# Клоднина, Валентина Ефремовна
Валентина Ефремовна Клоднина (1912—1996) — певица (контральто), солистка хора М. Е. Пятницкого, исполнительница песен в народной манере, хормейстер, педагог. Заслуженная артистка РСФСР (1957).

## Биография
Потомственная певица. В Русском народном хоре под руководством M. E. Пятницкого пели её бабушка, отец, мать, сёстры. В 1926 году принята в хор. Пятницкий был её первым педагогом. Участвовала в первом исполнении песен в народной манере В. Г. Захарова — «Ой, туманы мои, растуманы», «На коне вороном», «И кто его знает» (в дуэте с А. В. Прокошиной) и многими другими.
«Знаменитый дуэт был: Прокошина — Клоднина» (певица Анна Литвиненко).
Считалась первой запевалой хора. Голос её низкий по тембру, «клокочущий».
«Когда песня была закончена, мы выучили её и приехали в клуб железнодорожников Свердловска. Поём. Приняли её отлично. Заставили петь несколько раз. Но особенно памятен мне следующий концерт, который проходил в госпитале.
Выхожу запевать после того, как объявили „Туманы“. Спела. И тишина. Никаких аплодисментов. Я пошла на свое место. Стала в хор. И тут встает из рядов боец, выходит на сцену, поцеловал меня и говорит: „Спасибо за такую чудесную песню! Нельзя ли повторить?“
Тут только очнулся зал. Зааплодировали. „Браво“ кричат, а у кого руки перебинтованы, костылями стучат по полу. Что творилось! Несколько раз повторяли эту песню…» (В. Е. Клоднина об исполнении песни «Ой, туманы мои, растуманы»).
В 1944 году снялась в фильме С. А. Герасимова «Большая земля» (в начале и в конце фильма, в массовке, танцует и поёт вместе с коллегами по хору имени М. Е. Пятницкого).
Член ВКП(б) с 1944 года. Наставница коллег по хору.
«В хоре Пятницкого пели три сестры Клоднины. Мне, конечно, повезло: я не только слышала их пение, но и многому у них научилась.
Три сестры. Три певицы — своеобразные, не похожие друг на друга. Три абсолютно разных характера.
Валентина Ефремовна — миниатюрная, женственная. Вот уж про кого иначе не скажешь, как „ступала“, именно ступала по сцене с каким-то удивительным достоинством; она и на поклоны выходила в своей, клоднинской манере.
У неё было низкое, грудное контральто. Мне, тогда ещё девчонке, всегда хотелось заглянуть ей в горло — я была убеждена, что оно устроено необычно, не так, как у всех. Меня Валентина Ефремовна подкупала своей мудростью, большим житейским опытом. Это она дала мне на редкость простой совет:
— Пой, как говоришь.
Софья Ефремовна была крупная, дородная женщина. Голос — под стать всему её облику — низкий, резкий, немного хрипловатый.
Зато третья, Елизавета Ефремовна, обладала совершенно отличным от всех Клодниных высоким голосом мягкого тембра — она запевала лирические песни. И было у неё множество подголосков, украшавших звучание добавочных ноток, о которых нам постоянно говорил Владимир Григорьевич Захаров.
У всех троих, и в первую очередь у Валентины Ефремовны, я училась серьёзному, святому отношению к искусству.
Старшие мои подруги по хору… Настоящие умелицы из народа» (певица Людмила Зыкина).
В 1955 году окончила заочные музыкальные курсы имени Н. К. Крупской в Москве. В составе хора выступала до 1963 года. В 1963—1969 годах педагог РАНХ имени M. E. Пятницкого, а с 1969 года — музыкального училища имени M. M. Ипполитова-Иванова (отделение народного пения). Учила певиц Людмилу Зыкину, Людмилу Рюмину, Анну Литвиненко, Татьяну Синицыну.
Скончалась на 85-м году жизни 03 ноября 1996 года в Москве. Похоронена на Востряковском кладбище в Москве.

## Награды и премии
- Заслуженная артистка РСФСР (1957)
- Сталинская премия первой степени (1952) — за концертно-исполнительскую деятельность в составе коллектива
- Орден Трудового Красного Знамени (февраль 1944 года) — за заслуги в деле пропаганды русской народной песни
- Орден Ленина (15 июня 1961 года) — отмечая выдающиеся заслуги в развитии советского искусства и в связи с пятидесятилетием со дня основания Государственного русского народного хора имени Пятницкого[2]
- Медаль «За доблестный труд в Великой Отечественной войне 1941—1945 гг.»
- Медаль «В память 800-летия Москвы»